# Občina Horjul
Občina Horjul je občina v Republiki Sloveniji z nekaj več kot 3.000 prebivalci v osrednji Sloveniji, zahodno od Ljubljane. Na severu in vzhodu meji na občino Dobrova - Polhov Gradec, na zahodu na Logatec, ter na jugu na Vrhniko. Današnja občina Horjul je bila ustanovljena leta 1998, ko se je Krajevna skupnost Horjul izločila iz dotedanje občine Dobrova-Horjul-Polhov Gradec in ustanovila novo občino Horjul, s sedežem v Horjulu, ki šteje približno polovico prebivalstva občine. Občina danes obsega naselja Horjul, Vrzdenec, Zaklanec, Žažar, Samotorica, Koreno, Lesno Brdo, Ljubgojna in Podolnica. Občina Horjul meji na občino Dobrova - Polhov Gradec ter na drugi strani na občino Vrhniko.Občina Horjul je del osrednjeslovenske statistične regije. Meri 33 km2 in se po površini se med slovenskimi občinami uvršča na 168. mesto. Po številu prebivalcev se med slovenskimi občinami uvršča na 155. mesto.

## Naselja v občini
Horjul, Koreno nad Horjulom, Lesno Brdo, Ljubgojna, Podolnica, Samotorica, Vrzdenec, Zaklanec, Žažar

## Občina Horjul v Avstro-Ogrski in Kraljevini SHS/Jugoslaviji
Prva občino je Horjul dobil leta 1862, ko je bila ustanovljena prva občina Horjul z okvirnim državnim zakonom o občinah v Avstro-Ogrski. Občina je bila ohranjena do razpada države. Obsegala je tri davčne občine, ki so bile Horjul, Vrzdenec in Zaklanec. Pod davčno občino Horjul so spadale vasi Horjul, Ljubgojna in Koreno. Vrzdenec in Samotorica sta spadala po vrzdenško davčno občino, vasi Zaklanec, Lesno Brdo in Podolnica pa pod davčno občino Zaklanec. Od tega je Lesno Brdo spadalo pod vrhniški svet, vendar sta hišni številki Lesno Brdo 41 in 42 spadali pod občino Horjul.
Po prvi svetovni vojni je Horjul obdržal svojo občino v enakem obsegu, kot je bil pred vojno. Občina je obstala tudi po razpadu Jugoslavije in njenem razkosanju. Občina Horjul je po razpadu Jugoslavije prišla v italijansko upravno območje. Župan je kljub priključitvi Italiji ostal Janez Bastič, vendar so ga junija 1942 ubili partizani. Nadomestil ga Janez Končan, ki pa je bil že septembra istega leta odpeljan v italijansko internacijo in mesto župana Horjula je tako do konca vojne prevzel Štefan Stanovnik . Po kapitulaciji Italije je občina prišla v nemško okupacijsko območje.

## Lokalna samouprava v času FLRJ in SFRJ
Po drugi svetovni vojni je v Jugoslaviji sledilo zmanjšanje števila občin, zato Horjul ni bila več samostojna občina. Njeno ozemlje je pripadalo občini Ljubljana Vič-Rudnik. Teritorialno pa je bilo območje današnje občine razdeljeno na tri Krajevne ljudske odbore. To so bili KLO Horjul, KLO Vrzdenec in KLO Zaklanec. KLO Horjul je zajemal še vasi Ljubgojna in Korena ter še manjše zaselke, ki niso imele statusa samostojnih vasi: Liplca, Zagorica in Selca. Klo Vrzdenec je obsega poleg Vrzdenca še vasi Žažar in Zagorica. KLO Zaklanec je bil sestavljen iz treh vasi Zaklanca, Lesnega Brda in Podolnice.
Prve spremembe so prišle na vrsto leta 1952, ko so se KLO Horjul, KLO Zaklanec in KLO Butajnova (danes na ozemlju občine Dobrova- Polhov Gradec) združile v Okrajni ljudski odbor, v katerem so predstavniki iz bivšega KLO Horjul imeli 10 odbornikov, Zaklanec odbornikov 5 in Butajnova 6 odbornikov.
Leta 1955 je na tem območju nastala nova občina, na teritoriju današnjih občin Dobrova-Polhov Gradec in občine Horjul, ki je imela svoj sedež na Dobrovi. Ta občina se je kasneje nazaj združila v občino Ljubljana Vič-rudnik, je bila pa ta občina osnova za občino Dobrava-Horjul-Polhov Gradec, ki je nastala po osamosvojitvi Slovenije.
Leta 1957 so bili v volilni okraj Horjul poleg vasi današnje občine Horjul, vključene še vasi Šentjošt, Butajnova, Planina nad Horjulom in Brezje. V volilnem imeniku je bilo takrat vpisanih 1097 oseb.
V letu 1965 ustanovljena Krajevna skupnost Horjul, ki je vključevala naselja: Horjul, Vrzdenec, Koreno nad Horjulom, Žažar, Zaklanec, Lesno Brdo, Podolnica, Samotorica, Ljubgojna ter Šentjošt nad Horjulom, Butajnova in Planina nad Horjulom. Krajevna skupnost je bila samostojna pravna oseba in je spadala v Občino Ljubljana Vič-Rudnik.
V taki obliki je bilo območje vključeno v lokalno samoupravo do osamosvojitve Slovenije.

## Občina Dobrova-Horjul-Polhov Gradec
Po osamosvojitvi Slovenije 1991, ko je bila predvidena z novo ustavo ustanovitev občine Dobrova-Horjul-Polhov Gradec. Kljub temu je že oktobra 1994 Krajevna skupnost Horjul, ustavrla komisijo za ustanovitev samostojne občine Horjul. S pričetkom delovanja skupne občine leta 1995 se je spremenilo tudi ozemlje krajevnih skupnosti. tako so iz krajevne skupnosti Horjul izpadle vasi Šentjošt nad Horjulom, Butajnova in Planina nad Horjulom, ki so odtlej tvorile Krajevno skupnost Šentjošt. Obe krajevni skupnosti sta skupaj nadaljevali postopek za ustanovitev lastne občine, vendar je novembra 1996 KS Šentjošt od tega postopka odstopila, tako da je KS Horjul sama nadaljevala pot k samostojni občini.

## Boj za samostojno občino Horjul
Velik udarec ob odstopu KS Šentjošt je bil predvsem to, da novo območje predvidene občine ni imelo zadostnega števila prebivalstva, zato je spremenilo svoj predlog in se posvetilo ostalim dejavnikom: geografskim, zgodovinskim, kulturnim... Prvo pobudo za ustanovitev lastne občine je vlada zavrnila z odgovorom, da nova občina ne bi bila sposobna iz ekonomskega vidika izvajati javne zadeve lokalnega pomena. V strahu, da bi odločitev vlade potrdil državni zbor, so predstavniki KS Horjul začeli iskati stike s predstavniki državnega zbora, poslanskimi skupinami in svetom Občine Dobrova-Horjul Polhov Gradec, ki je podprl zahtevek za ustanovitev občine Horjul. Kljub temu je Državni zbor zavrnil zahtevek za ustanovitev občine Horjul in je ni vključil v Odlok o razpisu referenduma in določitvi referendumskih območij za ustanovitev občin ter za določitev oziroma spremembo njihovih območij in razpisu referenduma za spremembo imen in sedeže občin.
KS Horjul se je na odločitev pritožila na Ustavno sodišče RS in pobuda za oceno ustavnosti in zakonitosti odločitve, s katero naj bi bila kratena osnovna ustavna pravica. Ustavno sodišče je pobudo KS Horjul obravnavalo in z odločbo odločilo, da je Odlok, neskladen in naložilo DZ RS da mora neskladje z Ustavo odpraviti najkasneje do 20.5.1998 tako, da sprejme odlok s katerim bo razpisal referendum za ustanovitev občine Horjul. DZ je ustanovitev občine Horjul obravnaval v postavljenem roku, vendar odločitve da se za ustanovitev občine Horjul razpiše referendum, ni bila sprejeta. Vsled nespoštovanja odločitve Ustavnega sodišča so bili vršeni pritiski na poslance, kar je prineslo tudi neskladnost znotraj DZ in zato so se odločili, da bodo nekaj pobud za ustanovitev občin obravnavali na izredni seji.
To pa je bil odločilen trenutek. Pobuda za ustanovitev občine Horjul je bila sprejeta in za dne 21.junij 1998 se je razpisal referendum za ustanovitev občine. Referendumsko vprašanje se je glasilo: »Ali ste za to, da se naše referendumsko območje izloči iz občine Dobrova-Horjul-Polhov Gradec v novo občino z imenom Horjul in s sedežem v Horjulu«. Rezultati glasovanja so bili pričakovani. Prebivalci so se izrekli ZA ustanovitev nove samostojne občine Horjul.
Nova samostojna občina Horjul je uradno začela obstajati z lokalnimi volitvami leta 1998, na katerih je prvi župan občine postal Daniel Fortuna (1998-2006). Sledila sta še dva župana Janko Jazbec (2006-14) in Janko Prebil (2014-). Občina je za svoj grb sprejela cerkev svetega Urha nad Zaklancem. V občinskem svetu pa sodeluje 11 svetnikov.

## Občina Horjul danes
V 20 letnem obdobju delovanja se je občina lotevala različnih investicijskih vlaganj. Ta so se izvajala na področju cestne infrastrukture, v okviru katere je bilo treba urediti večino javnih cest v naši občini, na glavnih cestah je bilo treba zgraditi ustrezna avtobusna postajališča, pločnike in razširiti javno razsvetljavo. V tem času se je veliko vlagalo tudi v oskrbo s kvalitetno pitno vodo. Zgrajeni sta bili dve novi vodni vrtini in s tem je bila zagotovljena ustrezno pitno vodo, tudi za vasi, ki tega prej niso imele. Ob izgradnji vrtin je bilo zgrajenih tudi več km novega vodovodnega omrežja. Obenem pa je bilo treba skrbeti za redno in investicijsko vzdrževanje obstoječe infrastrukture. Dejavni smo bili tudi na področju varstva okolja. Zgrajene so bile čistilne naprave, vasi so se priklopile v kanalizacijska omrežja. Pod okrilje občinske dejavnosti spada tudi opravljanje pogrebne dejavnosti in v ta namen sta bili zgrajeni dve poslovilni vežici in urejena okolica pokopališč.
Med največjimi projekti v preteklem obdobju  ki še posebej vplivajo na kvaliteto bivanja v naši občini, je bila izgradnja Vrtca Marjetica, Športne dvorane pri OŠ Horjul, Športnega parka Horjul. V kraj smo dobili tudi dom starejših občanov. Objekt starega vrtca je bil preurejen v občinsko stavbo in večnamenske prostore. S projektom posodobitve in obnove šole ter vrtca je bilo  otrokom omogočeno čim boljše pogoje za uspešno pridobivanje znanja. Toplotna sanacija, izgradnja novih učilnic, prenova kuhinje, zamenjava oken in preostalega stavbnega pohištva, izolacija in obnova fasade, je le nekaj del, ki so bila opravljena v izobraževalnih ustanovah.
V občini Horjul danes deluje več večjih podjetji. Največ ljudi zaposlujejo Metrel d.d.,  Meterel mehanika d.o.o. in DEOS center starejših občanov Horjul. Sredi leta 2014 je imela občina približno 2.950 prebivalcev. Po številu prebivalcev se je med slovenskimi občinami uvrstila na 155. mesto. Na kvadratnem kilometru površine občine je živelo povprečno 91 prebivalcev; torej je bila gostota naseljenosti tu manjša kot povprečje v Sloveniji (102 prebivalca na km2).
Med osebami v starosti 15 do 64 let (tj. med delovno sposobnim prebivalstvom) je bilo približno 66 % zaposlenih ali samozaposlenih oseb (tj. delovno aktivnih ), kar je več od slovenskega povprečja (57 %). Med aktivnim prebivalstvom občine je bilo v povprečju 7,1 % registriranih brezposelnih oseb, to je manj od povprečja v državi (13,1 %).